# Budjonnyjs röda ryttararmé

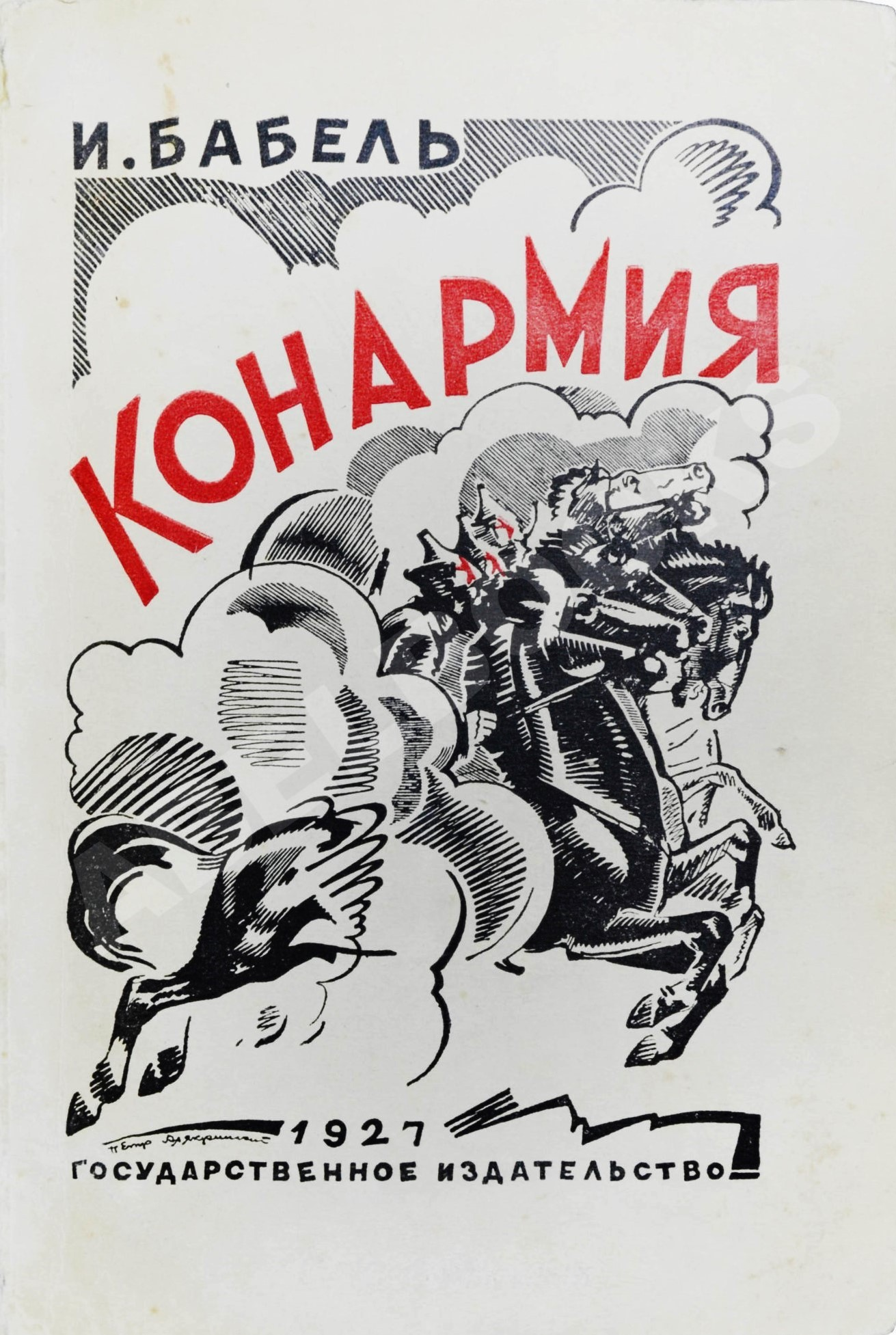
Rysk upplaga från 1926.

Budjonnyjs röda ryttararmé, även Budjonnys röda ryttararmé och Ryttararmén (ryska Конармия) är en novellsamling av den ryske författaren Isaak Babel. Boken kom ut i Ryssland på 1920-talet, första svenska utgåva kom 1930. Många av novellerna förbjöds i dåtida Sovjetunionen, men blev åter tillåtna under 1980-talet.
Den unge Babel deltog i det ryska röda kavalleriet, och novellerna bygger på Babels dagbok som han förde under det rysk-polska kriget, där han som journalist var ansluten till Semjon Budjonnyjs första kavalleri-armé.

## Källa
- Babelʹ, Isaak Ėmmanuilovič; Dahl Staffan (1991). Ryttararmén. Tidens klassiker, 99-0134533-2 ([Ny utg.] /[ny uppl.]). Stockholm: Tiden. Libris 7421807. ISBN 91-550-3780-1